# Perimeterpflicht
Perimeterpflicht ist eine abstrakte Beitragspflicht an einem öffentlichen
Unternehmen (z. B. Hochwasserschutzbau), das im gemeinsamen Interesse der Grundeigentümer des Perimetergebietes liegt. 
Wortherkunft: griech. peri ‘um herum’ und griech. metron ‘Maß, Messwerkzeug’. Perimeter selbst bezeichnet den Umfang einer ebenen Figur. Die Bezeichnung Perimeter wird im Zusammenhang mit der Verpflichtung von Grundstückseigentümern zur gemeinschaftlichen Leistung vor allem in der Schweiz und Liechtenstein verwendet.
Perimeterpflichten bestehen oftmals in Zusammenhang der Anlage, dem Bau, die Korrektion und im Unterhalt von Straßen und Wegen, Gewässer(‑verbauungen), Kanalisationen, Bodenverbesserungen etc. (Perimeterbeiträge = Beiträge der Grundeigentümer im Perimetergebiet). 
Die Perimeterpflicht besteht für die Grundstücke, denen aus dem gemeinsamen Unternehmen über die allfälligen Nachteile (z. B. Beitragspflicht) hinaus wirtschaftlich ausnützbare Sondervorteile erwachsen. Bei Grundstücken, die nur teilweise im Perimetergebiet liegen, gilt nur diese Fläche als Perimeterpflichtig. Kann jedoch der Einzelne aus dem gemeinsamen Unternehmen keine Vorteile (wirtschaftlichen Sondervorteil) für sich (bzw. das Grundstück) erlangen, besteht in der Regel auch keine Beitragspflicht, auch wenn das Grundstück im Perimetergebiet liegt.
Die Perimeterpflichten entstehen durch die Festsetzung der Verpflichtung durch die dazu berufenen Organe und betreffen alle Grundstücke, die innerhalb des bezeichneten Gebietes liegen (Festlegung durch einen Perimeterplan). Die Verpflichtung kann einzelne Personen (Grundeigentümer) oder auch ganze Gemeinden oder Gemeindebezirke treffen (z. B. Rheinregulierung).
Die verpflichteten Personen werden im Perimeterverzeichnis eingetragen. Das Perimeterverzeichnis bezeichnet die Grundstücke (Anteile) und die Namen der Beitragspflichtigen mit Adresse.
Bei den Perimeterbeiträgen handelt es sich nicht um betragsmässig bestimmte Beitragsforderungen, für die zwingend ein gesetzliches Grundpfandrecht besteht. Auch ist für die Entstehung der Perimeterpflichten kein Grundbucheintrag erforderlich. Diese Pflichten entstehen ex lege und haften am Grundstück, nicht am Eigentümer des Grundstücks. Die öffentliche Hand kann an den Perimeterbeiträgen mehr oder weniger mittragen, je nachdem, wie groß das Interesse und der Vorteil der Gemeinschaft am gemeinsamen Unternehmen ist.
Eine Eintragung von Perimeterpflichten im Grundbuch hat in der Regel nur deklaratorische Bedeutung. Perimeterpflichtige, die bei der Errichtung eines Werks aufgrund ihrer Sondervorteile in den Perimeter einbezogen werden, sind in der Regel auch beim künftigen Unterhalt bzw. bei der Instandhaltung und Sanierung des Werks perimeterpflichtig. Das Ausscheiden eines Einzelnen ist grundsätzlich nicht möglich. Unterschiedlichen Sondervorteils- und Interessenlagen von Perimeterpflichtigen können mit einem Korrekturfaktor ausgeglichen werden.